# Греэм-Белл
Гре́эм-Белл — самый восточный остров в архипелаге Земля Франца-Иосифа, в Баренцевом море, на севере Европы. Часть полярных владений России, входит в состав Архангельской области. Находится на территории государственного природного заказника федерального значения «Земля Франца-Иосифа». Площадь — 1,7 тыс. км².

## Описание
Был открыт в 1899 году во время санной поездки американским метеорологом Ивлином Болдуином, назван в честь учёного, изобретателя и бизнесмена шотландского происхождения, одного из основоположников телефонии Александра Грейама Белла (1847—1922).
Высшая точка — 509 метров, ледниковый купол Ветреный.
Крупнейшее озеро на острове — Мелкое, второе по величине — Северное.
Самая северная точка острова — мыс Аэросъёмки, западная — мыс Семерых (мыс Песчаный). Самой восточной точкой острова и всего архипелага является мыс Олни, севернее которого расположен мыс Кользат; крайняя южная точка — мыс Лейтер.
На западе расположен крупный залив — залив Матусевича. На востоке находится небольшая бухта Илистая со множеством мелких песчаных островков.
Ближайшие острова — остров Перламутровый и Трёхлучевой. На западе Греэм-Белл отделён от острова Земля Вильчека проливом Моргана.
В советское время на острове существовал военный аэродром «Греэм-Белл».